# Bartosz Bednorz

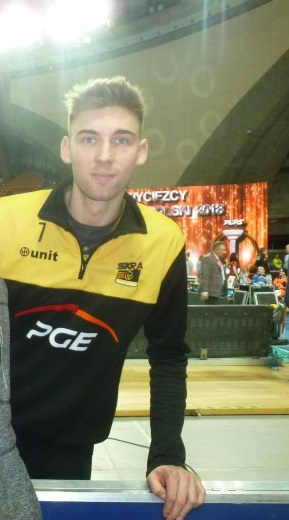
Bartosz Bednorz zawodnikiem PGE Skry Bełchatów

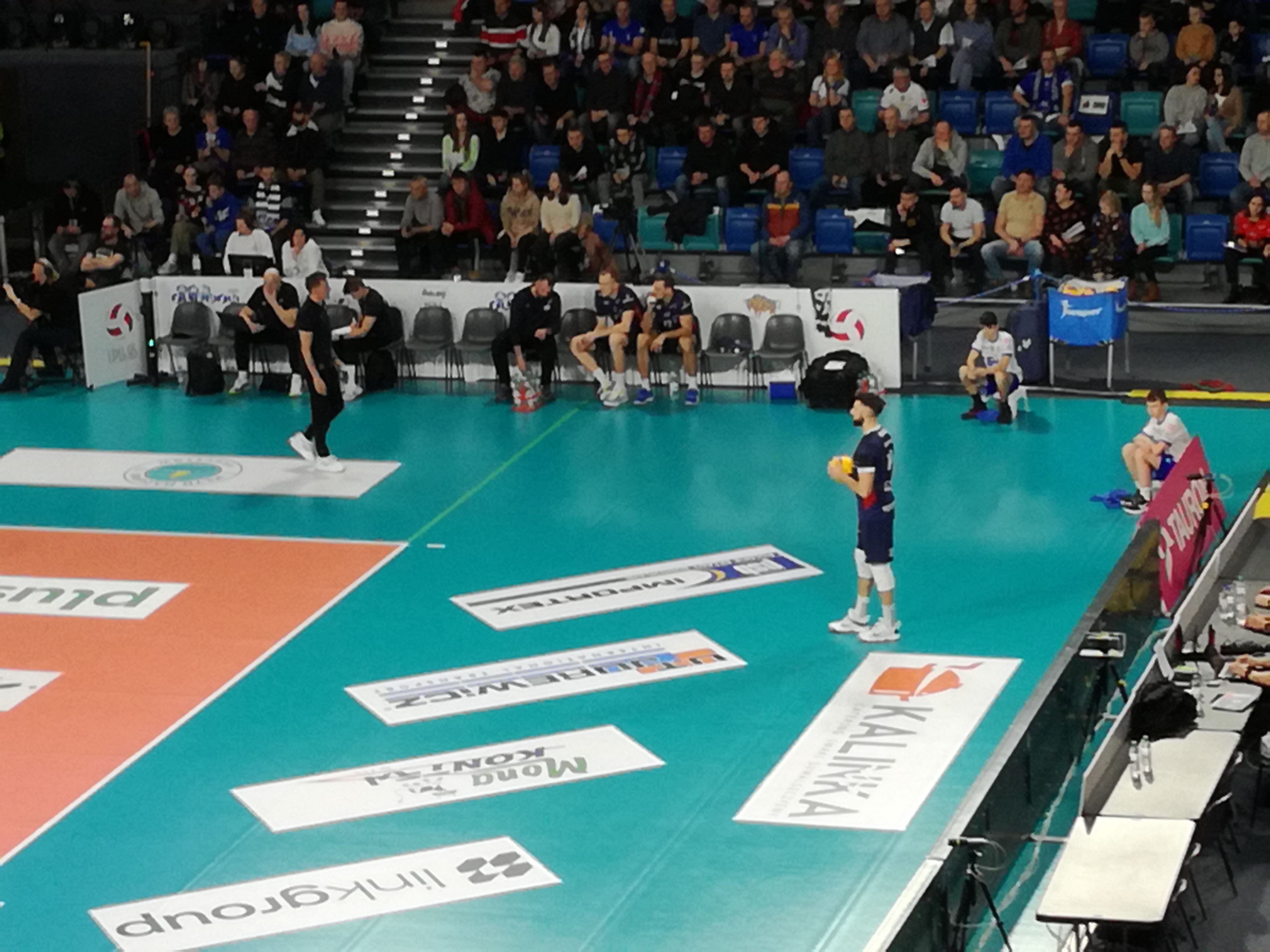
Bartosz Bednorz przed wykonywaniem zagrywki w meczu ze Ślepskiem Malow Suwałki w 13. kolejce PlusLiga (2023/2024), 22.12.2023

Bartosz Bednorz (ur. 25 lipca 1994 w Zabrzu) – polski siatkarz, grający na pozycji przyjmującego, reprezentant Polski, Olimpijczyk, mistrz Europy (2023). 
2 kwietnia 2015 roku otrzymał od trenera Stephane'a Antigi debiutanckie powołanie do szerokiej kadry reprezentacji Polski na sezon reprezentacyjny 2015. Wcześniej grał w kadrze B. W reprezentacji Polski rozegrał 11 meczów (stan na 17.08.2016 r.)
W styczniu 2024 roku w 32 finale Wielkiej Orkiestry Świątecznej Pomocy włączył się w akcję charytatywną w ramach swojej aukcji zaprosił zwycięzcę swojej licytacji na wspólną kolację i przygotował koszulkę z autografem.
Weźmie udział w 10. edycji programu Ninja Warrior Polska, który najprawdopodobnie ma być emitowany wiosną 2025 roku.
Obecnie jest związany z modelką Aleksandrą Bator.

## Statystyki

### Rozgrywki ligowe
| Klub                    | Sezon     | Liga      | Mecze | Sety | Punkty | Punkty | Punkty | Punkty |
| Klub                    | Sezon     | Liga      | Mecze | Sety | Atak   | Serwis | Blok   | Razem  |
| ----------------------- | --------- | --------- | ----- | ---- | ------ | ------ | ------ | ------ |
| AZS Częstochowa         | 2013/2014 | PlusLiga  | 20    | 57   | 94     | 10     | 7      | 111    |
| Indykpol AZS Olsztyn    | 2014/2015 | PlusLiga  | 25    | 82   | 181    | 17     | 37     | 235    |
| Indykpol AZS Olsztyn    | 2015/2016 | PlusLiga  | 28    | 103  | 331    | 27     | 46     | 404    |
| Indykpol AZS Olsztyn    | Razem     | Razem     | 53    | 185  | 512    | 44     | 83     | 639    |
| PGE Skra Bełchatów      | 2016/2017 | PlusLiga  | 17    | 30   | 33     | 3      | 3      | 39     |
| PGE Skra Bełchatów      | 2017/2018 | PlusLiga  | 33    | 117  | 319    | 47     | 31     | 397    |
| PGE Skra Bełchatów      | Razem     | Razem     | 50    | 147  | 352    | 50     | 34     | 436    |
| Azimut Leo Shoes Modena | 2018/2019 | SuperLega | 33    | 99   | 277    | 15     | 31     | 323    |
| Razem                   | Razem     | Razem     | 156   | 488  | 1235   | 119    | 155    | 1509   |

### Rozgrywki europejskie
| Klub                    | Sezon     | Rozgrywki     | Mecze | Sety | Punkty | Punkty | Punkty | Punkty |
| Klub                    | Sezon     | Rozgrywki     | Mecze | Sety | Atak   | Serwis | Blok   | Razem  |
| ----------------------- | --------- | ------------- | ----- | ---- | ------ | ------ | ------ | ------ |
| PGE Skra Bełchatów      | 2016/2017 | Liga Mistrzów | 6     | 14   | 24     | 2      | 3      | 29     |
| PGE Skra Bełchatów      | 2017/2018 | Liga Mistrzów | 8     | 29   | 61     | 10     | 9      | 80     |
| PGE Skra Bełchatów      | Razem     | Razem         | 14    | 43   | 85     | 12     | 12     | 109    |
| Azimut Leo Shoes Modena | 2018/2019 | Liga Mistrzów | 6     | 20   | 69     | 1      | 6      | 76     |
| Razem                   | Razem     | Razem         | 20    | 63   | 154    | 13     | 18     | 185    |

### Rozgrywki międzynarodowe
| Klub               | Sezon     | Rozgrywki                  | Mecze | Sety | Punkty | Punkty | Punkty | Punkty |
| Klub               | Sezon     | Rozgrywki                  | Mecze | Sety | Atak   | Serwis | Blok   | Razem  |
| ------------------ | --------- | -------------------------- | ----- | ---- | ------ | ------ | ------ | ------ |
| PGE Skra Bełchatów | 2017/2018 | Klubowe Mistrzostwa Świata | 4     | 13   | 42     | 31     | 4      | 7      |
| Razem              | Razem     | Razem                      | 4     | 13   | 42     | 31     | 4      | 7      |

## Sukcesy klubowe

### młodzieżowe
Mistrzostwa Polski Kadetów:
- 2011

Mistrzostwa Polski Juniorów:
- 2012, 2013

### seniorskie
Liga polska:
- 2018
- 2017, 2023[11]

Superpuchar Polski:
- 2017, 2023[12]

Superpuchar Włoch:
- 2018

Superpuchar Rosji:
- 2020

Puchar Rosji:
- 2021

Liga rosyjska:
- 2022[13]

Liga chińska:
- 2023[14]

Puchar Polski:
- 2023[15]

Liga Mistrzów:
- 2023[16]

Puchar CEV:
- 2025[17]

## Sukcesy reprezentacyjne
Liga Europejska:
- 2015

Liga Narodów:
- 2023[18], 2025[19]
- 2021
- 2019, 2022[20], 2024[21]

Mistrzostwa Europy:
- 2023[22]

## Nagrody indywidualne
- 2013: MVP i najlepszy atakujący Mistrzostw Polski Juniorów[23]
- 2017: MVP Superpucharu Polski
- 2019: Najlepszy przyjmujący Final Six Ligi Narodów
- 2023: MVP Superpucharu Polski